# Peter I. (Breslau)
Peter I. (auch Petrus I.; † 1111) war Bischof von Breslau.
Nach dem Tode des Breslauer Bischofs Johann I. trat eine Vakanz ein. Es wird vermutet, dass sich die Mitglieder des Domkapitels nicht auf einen Kandidaten einigen konnten. Schließlich fiel die Wahl auf Peter, einen Breslauer Scholastiker. Die Bischofsweihe erfolgte in Gnesen durch den Gnesener Erzbischof Peter Bogumil. 
Peter soll ein Freund des Krakauer Bischofs Stanislaus gewesen sein. Nach dessen Ermordung durch Herzog Boleslaw II. soll er streng auf die Einhaltung des vom Papst über Polen und Schlesien verhängten Interdikts geachtet haben. 
Während seiner Amtszeit wurde die Anzahl der Breslauer Domherren erhöht. Zudem soll er für das Bistum weitere Besitzungen erworben haben. Zuverlässige Informationen über seine Herkunft und sein Wirken sind nicht überliefert.